# Filippo Bubbico
Filippo Bubbico (Montescaglioso, 26 febbraio 1954) è un politico e architetto italiano, presidente della Regione Basilicata dall'8 maggio 2000 al 6 maggio 2005.
È stato presidente del Consiglio regionale della Basilicata dal 7 giugno 2005 al 7 giugno 2006, Sottosegretario di Stato al Ministero dello Sviluppo Economico nel governo Prodi II e senatore della Repubblica per tre legislature: la XV, la XVI e la XVII, ricoprendo vari incarichi parlamentari.
Ha ricoperto inoltre l'incarico di viceministro dell'Interno dal 3 maggio 2013 al 3 ottobre 2017 nei governi Letta e Renzi sotto Angelino Alfano, e Gentiloni sotto Marco Minniti.

## Biografia
Nato il 26 febbraio 1954 a Montescaglioso, in provincia di Matera, consegue la laurea alla facoltà di architettura all'Università degli Studi di Roma "La Sapienza" nel 1979.
Riveste dal 30 dicembre 2020 la carica di presidente e amministratore delegato di Acquirente Unico S.p.A.
Nel 1980 viene eletto sindaco di Montescaglioso, suo comune di nascita e residenza.
Viene candidato alle elezioni regionali in Basilicata del 1985 tra le liste del Partito Comunista Italiano (PCI), venendo eletto per la prima volta in consiglio regionale della Basilicata; nel 1987 si dimise tuttavia da quest'incarico per diventare segretario provinciale del PCI a Matera.
In seguito al scioglimento del PCI con la svolta della Bolognina di Achille Occhetto nel 1991, per dare vita ad una nuova formazione politica più esplicitamente filo occidentale, aderisce alla nascita del Partito Democratico della Sinistra (PDS).
Nel 1995 diventa per la seconda volta consigliere regionale e Vice Presidente della Giunta Regionale ricoprendo, inoltre, l'incarico di assessore alla Sanità e all'Ambiente.
Nel 1998 aderisce alla svolta in chiave occidentalista di Massimo D'Alema dal PDS ai Democratici di Sinistra (DS), per unificare il PDS con altre forze della sinistra italiana e "ammainare" definitivamente il simbolo falce e martello in riferimento al comunismo, in favore alla rosa della socialdemocrazia.

### Presidente della Regione Basilicata
In vista della convocazione delle elezioni regionali in Basilicata del 2000, viene candidato alla presidenza della Regione Basilicata a capo dalla coalizione di centro-sinistra L'Ulivo composta da: Democratici di Sinistra, Partito Popolare Italiano, I Democratici, Unione Democratici per l'Europa, Socialisti Democratici Italiani, Federazione dei Verdi, Partito della Rifondazione Comunista, Rinnovamento Italiano e Partito dei Comunisti Italiani. Alla tornata elettorale Filippo Bubbico vince la competizione, ottenendo il 63,1% dei voti contro il 35,1% del candidato di centro-destra Nicola Pagliuca (deputato e sindaco di Melfi dimissionario).
L'8 maggio Bubbico si insedia ufficialmente come Presidente della Regione e restando in carica per tutto il mandato, fino al 2005, quando gli succede Vito De Filippo.

### Sottosegretario allo Sviluppo Economico
Alle elezioni politiche del 2006 è candidato al Senato della Repubblica, in regione Basilicata, come capolista dei Democratici di Sinistra, venendo eletto senatore della XV Legislatura.
Il 18 maggio del 2006 è stato nominato Sottosegretario di Stato per lo sviluppo economico nel governo Prodi II, per tale motivo il 25 ottobre 2006 si dimette da senatore, venendo sostituito da Salvatore Adduce.
L'anno seguente si candida alle primarie del Partito Democratico nel collegio di Pisticci con una lista a sostegno di Walter Veltroni.

### Rielezione a senatore
Alle elezioni politiche del 2008 viene rieletto senatore, tra le liste del Partito Democratico. Nella XVI legislatura è stato componente della 10ª Commissione permanente per l'industria, il commercio e il turismo del Senato.
Nel dicembre 2012, alle primarie del PD della provincia di Matera, indette per eleggere i candidati del partito al Parlamento italiano in vista delle elezioni politiche del 2013, ha ottenuto il primo posto tra i vari candidati con 5.144 preferenze, è quindi candidato del PD al parlamento italiano alle elezioni 2013.
Alle elezioni politiche del 2013 è rieletto per la terza volta consecutiva senatore.
Il 30 marzo 2013, in quanto presidente della Commissione senatoriale permanente, viene invitato dal Presidente della Repubblica Italiana Giorgio Napolitano a far parte del gruppo ristretto che si occuperà di preparare iniziative di leggi nel campo economico e sociale.

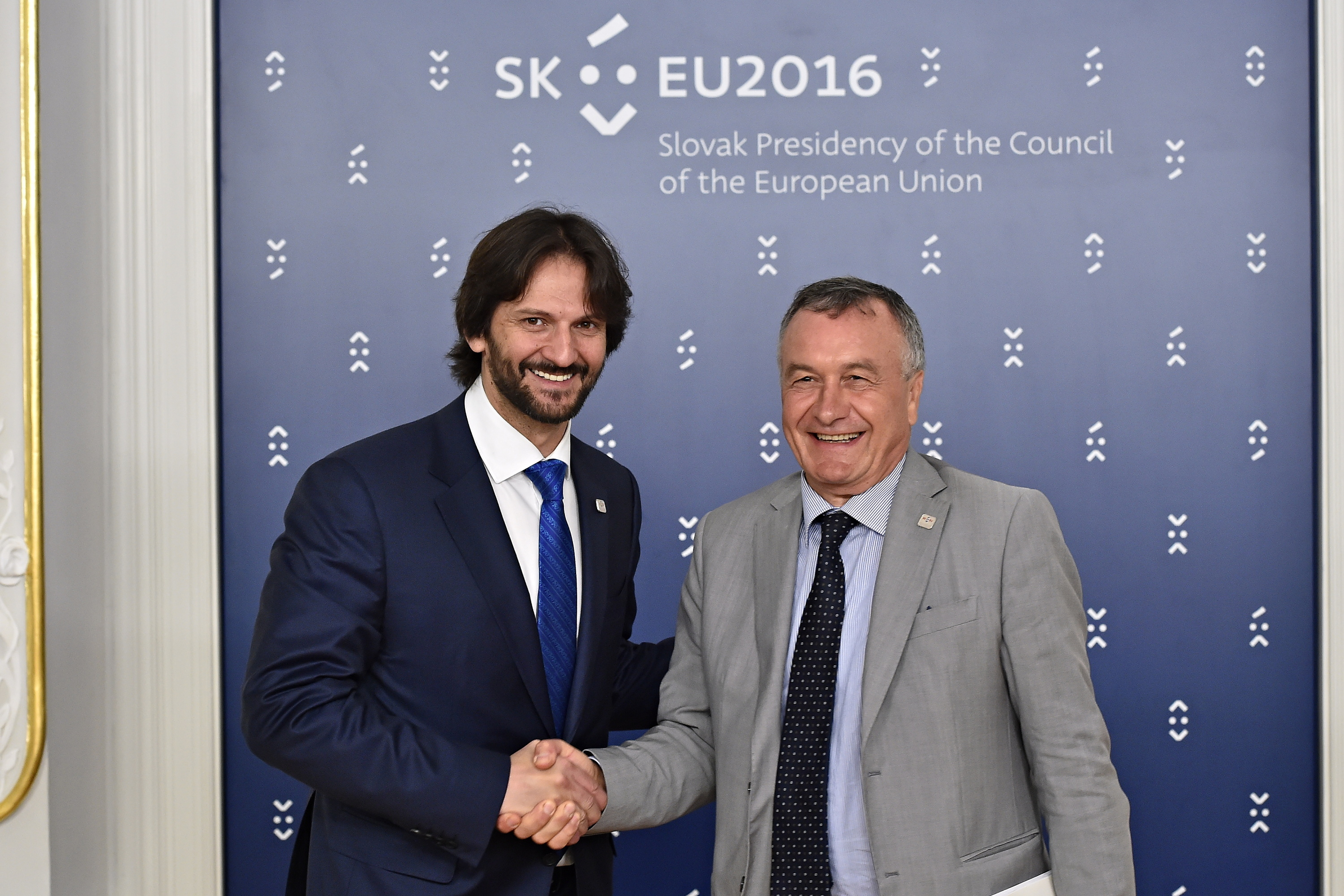
Filippo Bubbico al vertice informale dei Ministri dell'Interno e degli Affari Interni

### Viceministro dell'Interno
In seguito alla nascita del governo di larghe intese Letta, il 2 maggio 2013 viene nominato viceministro dell'Interno, affiancando il ministro PdL Angelino Alfano, e insediandosi il giorno successivo. Il 28 febbraio 2014 viene confermato in quel ruolo nel successivo governo Renzi, e quello ancora nel governo Gentiloni.
A seguito di un acceso dibattito con la maggioranza per la svolta a destra attuata da parte del partito sotto la segreteria di Matteo Renzi, il 28 febbraio 2017 abbandona il Partito Democratico, insieme ad altri esponenti della "minoranza Dem", per aderire ad Articolo 1 - Movimento Democratico e Progressista di Pier Luigi Bersani, Massimo D'Alema e Roberto Speranza.
Il 3 ottobre 2017, in seguito al passaggio di Articolo 1 - MDP all'appoggio esterno del governo Gentiloni, per l'approvazione della legge elettorale Rosatellum utilizzando il voto di fiducia, si dimette dalla carica di Viceministro.
Alle elezioni politiche del 2018 è candidato alla Camera dei Deputati, nel collegio uninominale di Matera, nella lista Liberi e Uguali.

## Vicende giudiziarie

### Processo Panio
In data 15 ottobre del 2001 il dottor Giuseppe Panio, all'epoca direttore dell'Asl di Venosa, denuncia la giunta Bubbico per averlo sollevato dall'incarico (dalla stessa giunta precedentemente conferito) in seguito alla sua decisione di licenziare un medico che si era fatto operare in un'altra struttura sanitaria rispetto a quella di appartenenza. In seguito a ciò la Procura di Potenza apre un'inchiesta che vede indagati Bubbico e tutta la sua giunta per concorso in abuso d'ufficio.
Il 29 giugno 2004 il sostituto procuratore Felicia Genovese chiede l'archiviazione del caso. Il Giudice per le Indagini Preliminari del Tribunale di Potenza, tuttavia, nega l'archiviazione e dispone ulteriori indagini.
All'inizio del 2006 il procuratore di Potenza Giuseppe Galante, nuovo responsabile delle indagini, chiede nuovamente l'archiviazione del caso. Il Giudice per le Indagini Preliminari Alberto Iannuzzi, tuttavia, nega l'archiviazione e dispone l'imputazione coatta degli imputati.
Nel giugno del 2006, pertanto, Bubbico e la sua giunta sono rinviati a giudizio con l'accusa di concorso in abuso d'ufficio.
Il 4 marzo 2008 il Tribunale di Potenza assolve tutti gli imputati dalle accuse a loro contestate perché "il fatto non sussiste". La procura ricorre in appello.
Il 18 ottobre 2009 la Corte d'Appello di Potenza assolve nuovamente tutti gli imputati perché "il fatto non sussiste".
Non essendo state presentate impugnazioni davanti alla Corte di Cassazione, la sentenza passa in giudicato.

### Inchiesta Toghe Lucane
Nel giugno 2007 Bubbico viene indagato dalla Procura di Catanzaro nell'ambito dell'inchiesta "Toghe Lucane", guidata dal sostituto procuratore Luigi de Magistris. Le accuse sono di associazione a delinquere, abuso d'ufficio e truffa aggravata finalizzata ad ottenere finanziamenti pubblici.
Il 23 luglio 2008 il Consiglio Superiore della Magistratura trasferisce De Magistris dalla Procura di Catanzaro al Tribunale di Napoli, dove è nominato giudice. In seguito a ciò l'inchiesta viene affidata al sostituto procuratore Vincenzo Capomolla.
Il 1º luglio 2009 Capomolla chiede l'archiviazione del caso. Alcune parti offese (in particolare Giuseppe Galante, Alberto Iannuzzi, Michele Zito e Nicola Picenna) tuttavia, si oppongono all'archiviazione.
Il 20 marzo 2011 il Giudice per l'Udienza Preliminare del Tribunale di Catanzaro Maria Rosa di Girolamo decreta l'archiviazione del caso, in quanto il quadro accusatorio sarebbe «lacunoso» e tale da non presentare elementi «di per sé idonei» a esercitare l'azione penale. Bubbico e gli altri imputati vengono quindi prosciolti dalle accuse loro contestate.

### Indagine per abuso d'ufficio (2009)
Nell'aprile del 2009 Bubbico viene indagato per abuso d'ufficio dalla Procura di Potenza: l'accusa riguarda l'assunzione dell'avvocato Paolo Albano come consulente del Consiglio Regionale avvenuta nel 2005 nell'ambito della riforma del Consiglio Regionale stesso. Tale consulenza, secondo la procura, sarebbe stata effettuata sebbene non ve ne fosse bisogno. Per la medesima vicenda Bubbico viene indagato dalla Procura Contabile per danno erariale. Per entrambi i casi viene rinviato a giudizio.
Nel novembre 2013 il Tribunale di Potenza dichiara prescritta l'accusa. Bubbico, tuttavia, rinuncia alla prescrizione.
Il 15 dicembre 2014 il Tribunale di Potenza assolve Bubbico dall'accusa di abuso d'ufficio perché "il fatto non sussiste". Non essendo stati presentati ricorsi in appello, la sentenza passa in giudicato.
Il 4 luglio 2015 la Corte dei Conti della Basilicata condanna Bubbico al pagamento di un'ammenda di 4 500 euro di risarcimento alla regione Basilicata per l'accusa di danno erariale.

### Indagine per abuso d'ufficio (2016)
Il 25 febbraio 2016 viene iscritto nel registro degli indagati dalla Procura di Roma, il reato contestatogli è l'abuso d'ufficio. Con il viceministro Bubbico sono indagati anche il Ministro degli Interni Angelino Alfano (Ncd), l'ex senatore e attuale segretario provinciale PD di Enna Vladimiro Crisafulli e il presidente dell'Università Kore di Enna Cataldo Salerno. 
Il reato sarebbe stato commesso il 23 dicembre 2015, data in cui il Consiglio dei Ministri deliberò il trasferimento ad Isernia del Prefetto Fernando Guida. La procura ritiene che tale trasferimento sia stato effettuato per evitare che Guida, prima del trasferimento Prefetto di Enna, commissariasse a dicembre 2015 la Fondazione Kore, ente che gestisce l'ateneo omonimo.
Il prefetto Guida in un'intervista al Corriere della Sera afferma che non fu rimosso ma il trasferimento fu concordato con lui, e che il commissariamento della Kore fu accelerato dal Viminale.

## Premi e riconoscimenti
Il 27 agosto 2016, l'Amministrazione comunale di Pomarico gli conferisce il premio LucaniaOro per la Politica.

## Opere
- Filippo Bubbico, Andrea Di Consoli, Una lucida passione. Il riformismo meridionale, la Basilicata, la rivolta di Scanzano, Avagliano Editore, 2006, ISBN 88-8309-195-7.